# درايس وتيرز
درايس وتيرز (28 يناير 1997 في بلجيكا - ) هو لاعب كرة قدم بلجيكي في مركز الدفاع. شارك مع منتخب بلجيكا تحت 17 سنة لكرة القدم ومنتخب بلجيكا تحت 18 سنة لكرة القدم ومنتخب بلجيكا تحت 19 سنة لكرة القدم. أما مع النوادي، فقد لعب مع نادي جينك.

## وصلات خارجية
- درايس وتيرز على موقع الاتحاد الأوربي (الإنجليزية)
- درايس وتيرز على موقع الاتحاد البلجيكي (الإنجليزية)
- درايس وتيرز على موقع قاعدة بيانات كرة القدم.إي يو (الإنجليزية)
- درايس وتيرز على موقع Soccerway.com (الإنجليزية)
- درايس وتيرز على موقع عالم كرة القدم.نت (الإنجليزية)
- درايس وتيرز على موقع AS.com (الإسبانية)